# Taublatt
Das Taublatt (Drosophyllum lusitanicum), eine fleischfressende Pflanze, ist die einzige Art der Familie der Taublattgewächse (Drosophyllaceae). Sie findet sich fast ausschließlich auf der Iberischen Halbinsel.

## Beschreibung

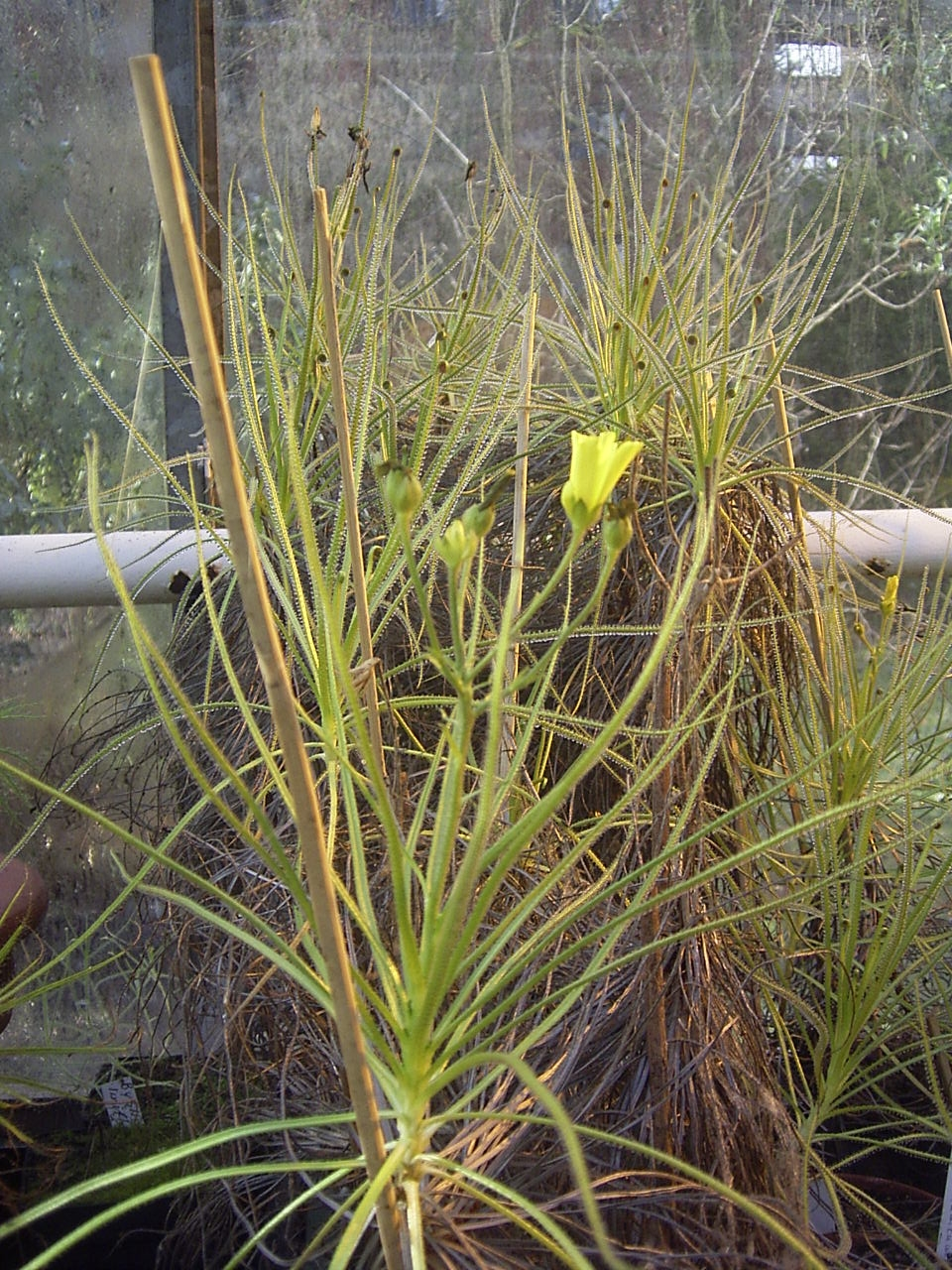
Blühende Pflanze

Das Taublatt ist ein mehrjähriger Halbstrauch mit einem nicht oder nur schwach verzweigten, verholzenden Stamm, der üblicherweise eine Gesamthöhe von vierzig Zentimetern, selten aber auch bis zu 1,60 Meter erreicht. Die Pflanzen können bis zu acht Jahre alt werden.
Das Wurzelsystem ist für eine karnivore Pflanze extrem gut ausgeprägt, es besteht aus einer starken Pfahlwurzel mit vielen feinen Seitenwurzeln. Zweck dieses Wurzelsystems ist es vor allem, zu Zeiten starker Trockenheit tiefliegende Wasserreserven zu erschließen.

### Blätter / Fallen

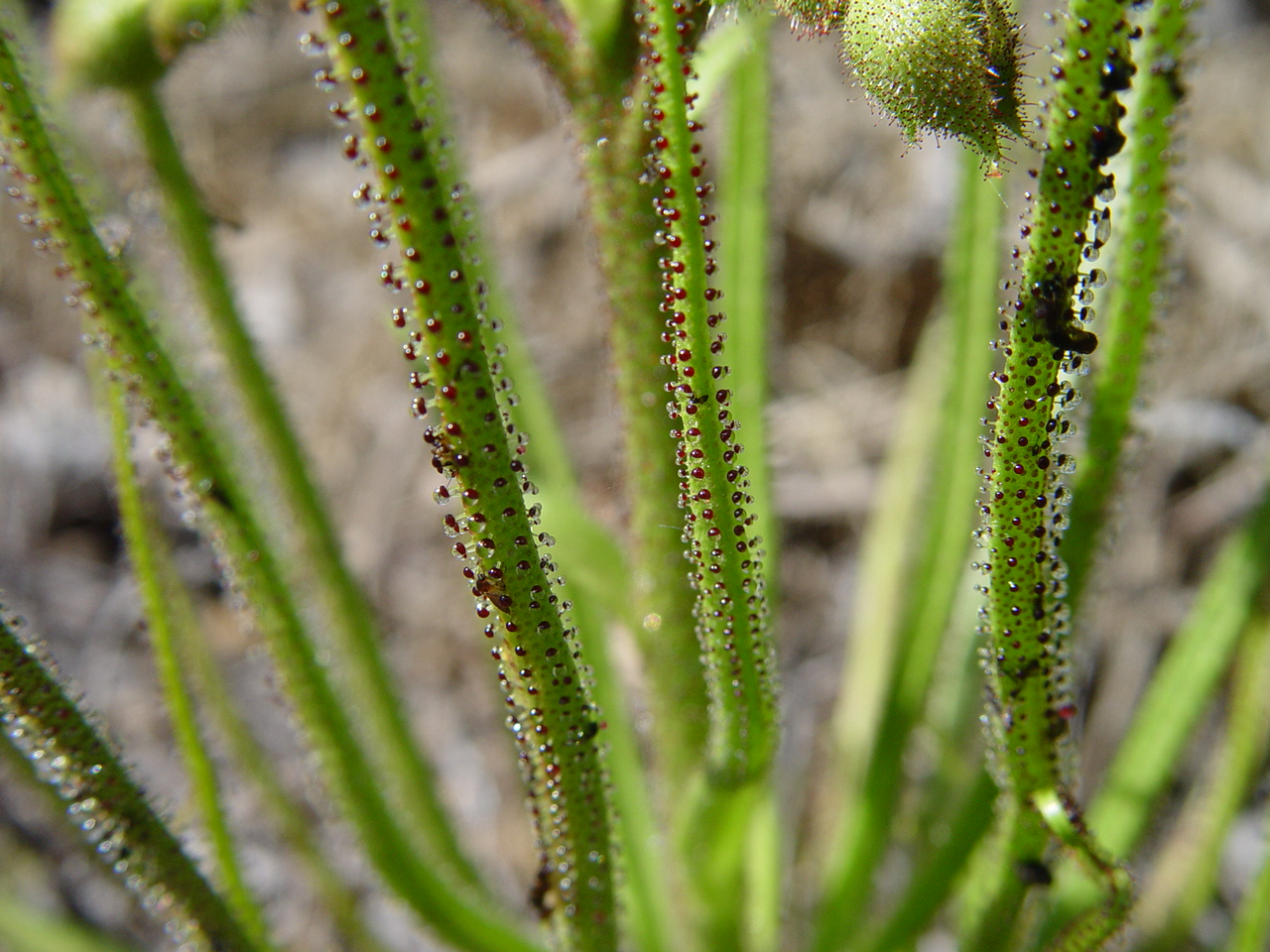
Detail

Das Taublatt hat zahlreiche, etwa 30 Zentimeter lange, linealische, auf der Blattoberfläche gerillte Blätter, die der Pflanze als Fallen dienen. Die Blattknospen sind ungewöhnlicherweise nicht nach innen, sondern nach außen eingerollt. Als junge Blätter zeigen sie aufwärts und weisen erst mit zunehmendem Alter mehr und mehr in die Horizontale. Sobald sie diese Position erreicht haben, sterben sie allmählich ab, während am oberen Ende der Sprossachse kontinuierlich neue Blätter gebildet werden. Das abgestorbene Blattwerk fällt jedoch nicht ab, sondern bleibt an der Pflanze und hängt buschig entgegen der Sprossachsenrichtung herab. Es ist stark UV-reflektierend und zieht damit Beutetiere an, möglicherweise dient es aber auch zur Unterdrückung konkurrierender Vegetation.
Die Blätter des Taublatts sind Klebefallen, die an den Blatträndern mit zwei verschiedenen Typen von Drüsen besetzt sind. Die rotgefärbten Fangdrüsen mit mehrzelligen Stielen scheiden ein klebriges Sekret aus, in dem sich die Insekten verfangen. Die meist farblosen, gelegentlich aber ebenfalls rotgefärbten Verdauungsdrüsen sitzen direkt auf der Blattoberfläche und scheiden das Verdauungssekret aus. Es gibt 5- bis 10-mal so viele Verdauungsdrüsen wie gestielte Fangtentakeln. Die Sekretproduktion ist ungewöhnlich intensiv, darum und weil das Sekret eine geringere Viskosität als das anderer Karnivoren aufweist, tropft das Sekret gelegentlich von den Blättern herab. Als Verdauungsenzyme finden sich Esterasen, Phosphatasen, Proteasen, Peroxidase und Leucinaminopeptidase. Die Fallen des Taublatts sind, anders als bei den meisten Karnivoren mit Klebefallen, passiv, also unbeweglich. Trotzdem ist die Pflanze ein äußerst effektiver Insektenfänger. Zum Anlocken der Insekten dient unter anderem der stark honigartige Duft des Sekrets.

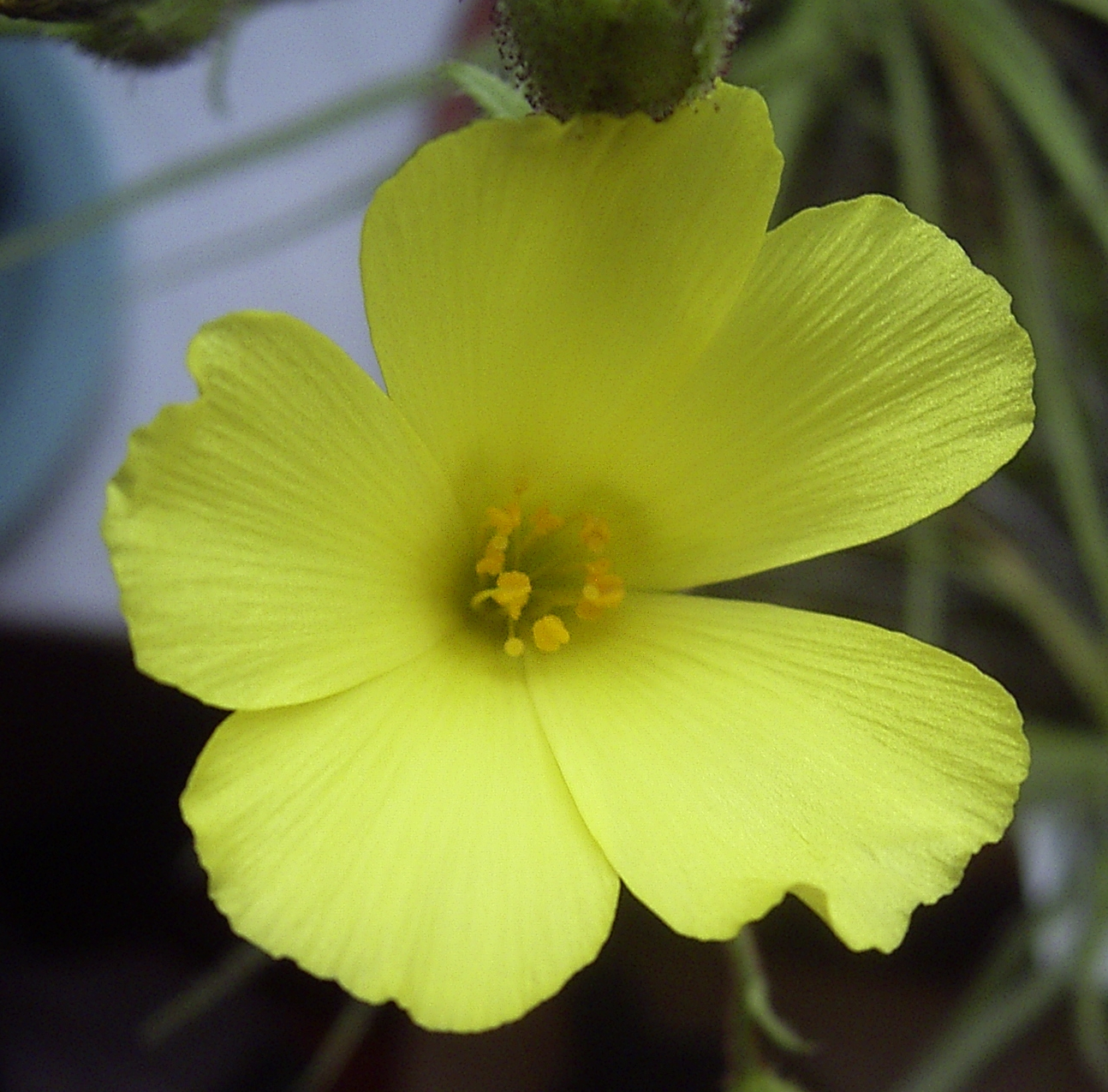
Blüte des Taublattes

Die Blätter enthalten größere Mengen Plumbagin, das durch seine mikrobizide Wirkung die Pflanze wahrscheinlich vor Pilzen und Bakterien schützt.

### Blüten
Die vier bis fünfzehn fünfzähligen Blüten blühen ab Februar bis Juni/Juli. Sie stehen in einer Doldentraube und haben einen Durchmesser von 2,5 bis 4 Zentimetern, die Blütenstiele, die linealischen Nebenblätter (die zum Apex hin immer kürzer werden) und die am Grunde miteinander verwachsenen Kelchblätter sind dicht mit Tentakeln behaart. Die fünf freien Kronblätter sind zitronengelb, das Androeceum besteht aus zehn bis zwanzig in zwei Kreisen angeordneten Staubblättern mit fadenförmigen Staubfäden (Filamenten), das Gynoeceum hat fünf freie, fadenförmige Griffel. Das Taublatt ist selbstbefruchtend, als Bestäuber finden sich Zottelbienen (Panurgus), Schwebfliegen und Käfer.
Die Blüten öffnen sich nur für wenige Stunden. Nach erfolgter Bestäubung reift über einen Monat eine durchscheinende Kapselfrucht, diese öffnet sich über die Länge und gibt fünf bis zehn umgekehrt eiförmige, lackschwarze Samen mit einem Durchmesser von bis zu 2,5 Millimeter frei. Die Samen bleiben bis zu mehreren Jahren keimfähig.

### Chromosomenzahl
Die Chromosomenzahl beträgt 2n = 12.

## Verbreitung
Das Taublatt ist beheimatet auf bis zu 800 m über Meereshöhe an den westlichen Küsten Portugals und Spaniens (Andalusien), sein Verbreitungsgebiet strahlt aber aus bis ins nördliche Marokko (um Tanger). Auf der Iberischen Halbinsel finden sich vereinzelt auch küstenferne Standorte.

## Habitat

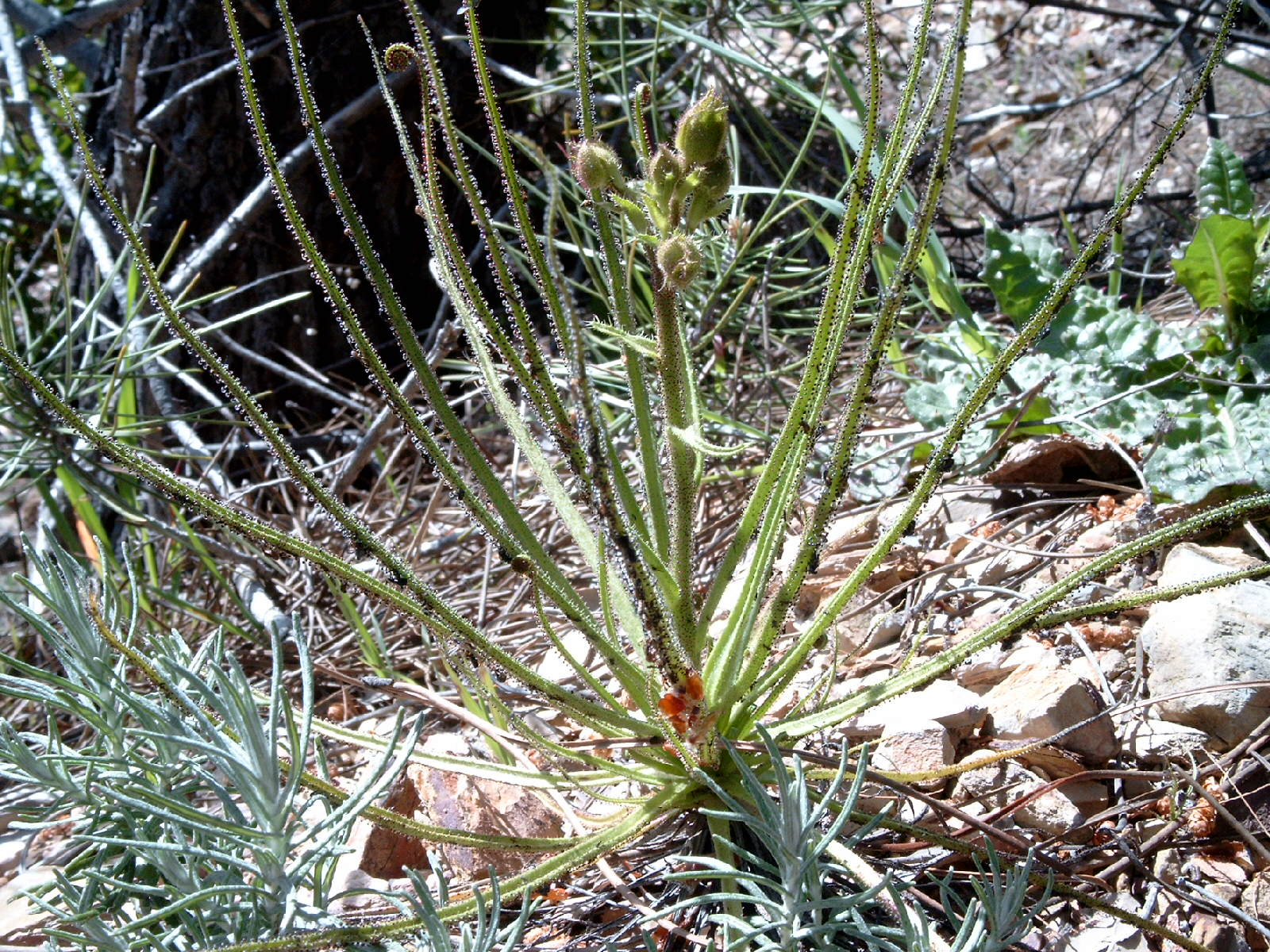
Pflanze am Naturstandort

Es wächst bevorzugt auf schwach sauren oder neutralen, im Sommer extrem trockenen Fels-, Kies- und Sandböden in vollsonniger Lage, gern auch als Pionierpflanze an erodierten Standorten. Zur Deckung des Wasserbedarfs in Trockenzeiten dienen dabei vermutlich Küstennebel. Kurze und oberflächliche Feuer schaden den Pflanzen nur wenig und sorgen zugleich für eine Öffnung der umgebenden Vegetation zugunsten der Pflanzen, schwere und längere Feuer töten sie jedoch. Seinen Standorten angemessen ist es sehr hitzefest (Temperaturen bis zu 45 °C übersteht es schadlos), aber auch bedingt winterhart.
Häufig findet es sich gemeinsam mit Korkeichen, Steineichen, Wacholder, Erika und Kiefern, in letzterem Fall dann auch mit Zistrosen (Cistus) und Stechginster (Ulex). Weitere Pflanzengattungen, mit denen das Taublatt vergesellschaftet vorkommt, sind unter anderem Lavendel, Gänseblümchen, Seggen, Schwingel und Kreuzblumen.

## Status
Die Art ist zunehmend bedroht, die Vorkommen gehen immer weiter zurück, aktuell gelten 80 % aller historisch bekannten Bestände als vernichtet. Als wichtigste Einflüsse gelten dabei Siedlungsdruck und Infrastrukturmaßnahmen (z. B. Straßenbau), Aufforstungen, die die konkurrenzschwachen Pflanzen verdrängen, sowie speziell in Marokko, aber auch Andalusien die Nutzung der Standorte als Weidegebiet für Rinder. Als die intaktesten Standorte gelten die andalusischen, da dort der menschliche Einfluss am geringsten ist.

## Systematik und Phylogenetik
Die Gattung ist monotypisch, das heißt, sie enthält nur die eine Art. Da die Familie keine weiteren Gattungen enthält, ist sie auch monogenerisch.
Die nächsten Verwandten der Art stellen die (bis auf das Hakenblatt) nichtkarnivoren Ancistrocladaceae und Hakenblattgewächse (Dioncophyllaceae) dar, sowie etwas entfernter die Kannenpflanzengewächse (Nepenthaceae).
|  | Hakenblattgewächse                  |
|  |                                     |
|  | \| \| Ancistrocladaceae \| \| \| \| |
|  |                                     |
|  | Ancistrocladaceae                   |
|  |                                     |

|  | Ancistrocladaceae |
|  |                   |

|  | Hakenblattgewächse                  |
|  |                                     |
|  | \| \| Ancistrocladaceae \| \| \| \| |
|  |                                     |
|  | Ancistrocladaceae                   |
|  |                                     |

|  | Ancistrocladaceae |
|  |                   |

|  | Hakenblattgewächse                  |
|  |                                     |
|  | \| \| Ancistrocladaceae \| \| \| \| |
|  |                                     |
|  | Ancistrocladaceae                   |
|  |                                     |

|  | Ancistrocladaceae |
|  |                   |

|  | Hakenblattgewächse                  |
|  |                                     |
|  | \| \| Ancistrocladaceae \| \| \| \| |
|  |                                     |
|  | Ancistrocladaceae                   |
|  |                                     |

|  | Ancistrocladaceae |
|  |                   |

Kladogramm nach www-organik.chemie.uni-wuerzburg.de

## Botanische Geschichte
Erstmals beschrieben wurde die Pflanze 1661 in Gabriel Grisleys Viridarium Lusitanum als „chamaeleontioides“. J.P. Tournefort führte sie 1689 in seiner portugiesischen Flora als „ros solis lusitanicus maximus“ auf. Linné stellte die Pflanze 1753 als Drosera lusitanica zu den Sonnentau-Arten. 1806 trennte Heinrich Friedrich Link sie als eigene Gattung ab, sie blieb allerdings weiterhin der Familie der Sonnentaugewächse zugeordnet. Seit den Forschungen von Chrtek u. a. 1989 wird sie jedoch in eine eigene Familie, die Taublattgewächse (Drosophyllaceae) gestellt.
Der botanische Name Drosophyllum stammt aus dem Griechischen – von „drosos“ für „Tau“ und „phyllon“ für „Blatt“, daher auch der deutsche Name „Taublatt“. Die Bezeichnung lusitanicum leitet sich von einem keltischen Stammesnamen ab und wurde von den Römern als Bezeichnung für die Provinz Lusitania übernommen, die große Teile des heutigen Portugal umfasste.
Nach dem deutschen Trivialnamen ist auch die von der Gesellschaft für Fleischfressende Pflanzen herausgegebene Zeitschrift „Das Taublatt“ benannt.